# Köpmanholmen (Lule-archipel)
Köpmanholmen is een van de eilanden van de Lule-archipel in het noorden van de Botnische Golf. Het eiland ligt in het oosten van de Rånefjärden op nog geen 20 meter ten oosten van Granholmen en hoort bij Zweden. Het heeft geen oeververbinding. Er is enige bebouwing, dat zijn noodcabines of zomerwoningen.
Ågrundet · Alskäret · Avasjögrundet · Fågelreven · Flakaskäret · Fliggen · Furuholmen · Grangrundet · Granholmen · Hällholmen · Kilsgrundet · Köpmanholmen · Långholmen · Laxön · Laxögrundet · Lill-Kilholmen · Lönngrundet · Piltreven · Rödbergsgrunden · Sandviksreven · Skärgrundet · Skärgrundsflagan · Stor-Kilholmen · Stor-Lönngrundet · Troppen · Yttre Sandgrundet